# 스기모토 게이
스기모토 게이(일본어: 杉本 圭, 1982년 6월 4일 ~ )는 일본의 전 축구 선수이다.

## 구단 경력
과거 쇼난 벨마레에서 활동하였다.